# Broken Britain

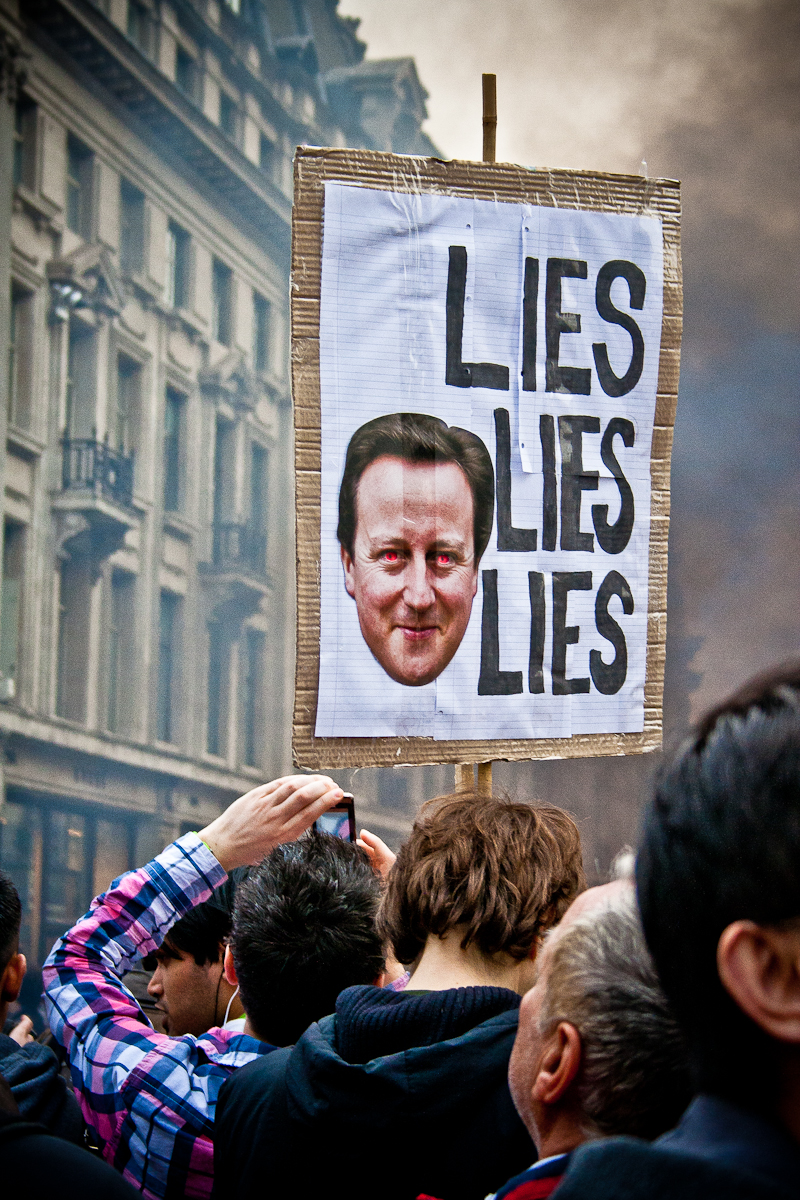
Uno striscione contro David Cameron esposto durante una protesta nel marzo del 2011 a Londra

Broken Britain (traducibile con Gran Bretagna al lastrico) è stato un termine adoperato dal 2007 al 2010 dal quotidiano The Sun e dal partito conservatore britannico per descrivere un percepito dilagare del decadimento sociale nel Regno Unito durante il governo del primo ministro laburista Gordon Brown.

## Temi sociali associati
Il termine include una serie di questioni presumibilmente interconnesse tra loro, quali:
- maltrattamenti di minori, sull'onda dell'indignazione per il caso di Baby P[3] e del rapimento di Shannon Matthews
- utilizzo smodato e da parte di minorenni di alcolici[4]
- criminalità di strada violenta, gang e reati commessi con armi da fuoco o contundenti[5]
- gravidanza in adolescenza[6]
- crescente disoccupazione giovanile nel Regno Unito
- politici corrotti e scandali legati alla spesa pubblica

## Utilizzo del termine in politica
David Cameron ha adoperato il termine "Broken Britain" durante il periodo in cui è stato il capo-partito dei Tories, e ha promesso di "aggiustare" la campagna elettorale per le elezioni generali del 2010. Nel settembre del 2009, il Sun ha annunciato che avrebbe sostenuto i conservatori nelle elezioni del 2010, dopo aver supportato il partito laburista nel 1997, 2001 e 2005, dichiarando che i laburisti hanno "fallito riguardo alle leggi e all'ordine". Iain Duncan Smith ha pubblicato due rapporti giornalistici, "Breakdown Britain" e "Breakthrough Britain", concernenti tematiche simile, attraverso il  Centre for Social Justice.
In contrasto, il Guardian ha riportato una serie di articoli nel 2010 riguardo alla stessa tematica, sotto il titolo "Is Britain Broken?". I Conservatori vennero, in questo caso, criticati dopo aver pubblicato dati inaccurata in un resoconto riguardo alle gravidanze adolescenziali e ai tassi di criminalità.
A seguito dei disordini del 2011, David Cameron ha alluso a molti di questi temi nei suoi discorsi riguardo al "collasso morale" del Regno Unito. Sotto lo striscione di "Broken Society", ha menzionato: «irresponsabilità, egoismo, comportarsi come se le proprie scelte non abbiano conseguenze, bambini con padri assenti, scuole senza disciplina, premi senza sforzo, crimine senza punizione, diritti senza responsabilità».

## Nella cultura di massa
Un numero di pellicole rilasciate dal 2006 in avanti sono state identificate come concernenti con le paure istigate dall'idea della "Broken Britain". Queste includono Ill Manors, Harry Brown, Eden Lake, The Disappeared, Summer Scars, Outlaw, The Great Ecstasy of Robert Carmichael e Heartless.